# جولژپانکو (کوه)
جولژپانکو (به اسپانیایی: Colquepunco) یک کوه در پرو است که در Peru, Cusco Region واقع شده‌است. جولژپانکو ۵٬۵۲۲ متر بالاتر از سطح دریا واقع شده‌است.